# BLEACH 死神：劇場版—呼喚你的名字
《BLEACH 死神：劇場版－呼喚你的名字》（日語：劇場版BLEACH Fade to Black 君の名を呼ぶ）是於2008年改编自日本漫畫家久保帶人作品《BLEACH 死神》的2008年上映劇場版第3作。

## 故事簡介
席捲屍魂界的劇變震盪不安，一護獨自挺身面對。如往常一般過著日常生活的屍魂界。某一天位於屍魂界中心的靜靈廷突然被捲入巨大的靈子爆炸而潰滅。就在靜靈廷毀滅的同時，帶著黯淡神情離去的露琪亞。從浦原口中得知噩耗的一護，隨即動身前往屍魂界。
雖然一護在靜靈廷碰到了戀次等人，但「死神」們居然喪失了一護與露琪亞的相關記憶...，失去記憶的戀次一行人正無情地追殺一護，在屍魂界孤立無援的一護，為了找出真相而展開行動。

## 登場角色
| 角色名                     | 配音員     | 配音員   | 配音員   |
| 角色名                     | 日本       | 台灣     | 香港     |
| 主要角色                   | 主要角色   | 主要角色 | 主要角色 |
| -------------------------- | ---------- | -------- | -------- |
| 黑崎一護                   | 森田成一   | 于正昇   | 李家傑   |
| 朽木露琪亞                 | 折笠富美子 | 錢欣郁   | 蔡雁紅   |
| 焰                         | 平野綾     | 楊凱凱   | 莊巧兒   |
| 雫                         | 神谷浩史   | 曹冀魯   | 郭俊廷   |
| 魂                         | 真殿光昭   | 吳文民   | 郭俊廷   |
| 朽木白哉                   | 置鮎龍太郎 | 吳文民   | 張振聲   |
| 阿散井戀次                 | 伊藤健太郎 | 林谷珍   | 鄧肇基   |
| 浦原喜助                   | 三木眞一郎 | 曹冀魯   | 郭俊廷   |
| 四楓院夜一                 | 雪野五月   | 楊凱凱   |          |
| 護廷十三隊（隊長）         |            |          |          |
| 山本元柳齋重國             | 塚田正昭   | 曹冀魯   | 張振聲   |
| 碎蜂                       | 川上倫子   | 錢欣郁   | 莊巧兒   |
| 卯之花烈                   | 久川綾     | 楊凱凱   | 鄧潔麗   |
| 狛村左陣                   | 稲田徹     | 于正昇   | 郭湛深   |
| 京樂春水                   | 大塚明夫   | 吳文民   | 張振聲   |
| 日番谷冬獅郎               | 朴璐美     | 錢欣郁   | 莊巧兒   |
| 更木劍八                   | 立木文彦   | 曹冀魯   | 張振聲   |
| 涅繭利                     | 中尾隆聖   | 林谷珍   | 張振聲   |
| 浮竹十四郎                 | 石川英郎   | 林谷珍   | 郭俊廷   |
| 護廷十三隊（副隊長、席官） |            |          |          |
| 雀部長次郎                 | 山口太郎   | 吳文民   | 陳健豪   |
| 大前田希千代               | 樫井笙人   | 于正昇   | 鄧肇基   |
| 射場鐵左衛門               | 西凛太朗   | 曹冀魯   |          |
| 檜佐木修兵                 | 小西克幸   | 吳文民   | 郭俊廷   |
| 松本亂菊                   | 松谷彼哉   | 楊凱凱   | 鄧潔麗   |
| 草鹿八千流                 | 望月久代   | 錢欣郁   | 莊巧兒   |
| 涅音夢                     | 釘宮理恵   | 錢欣郁   |          |
| 斑目一角                   | 檜山修之   | 林谷珍   | 陳健豪   |
| 綾瀬川弓親                 | 福山潤     | 于正昇   | 郭湛深   |
| 山田花太郎                 | 宮田幸季   | 楊凱凱   | 陳健豪   |
| 技術開發局                 |            |          |          |
| 壺府凜                     | 齊木美帆   | 錢欣郁   |          |
| 現世                       |            |          |          |
| 紬屋雨                     | 下屋則子   | 楊凱凱   |          |

## 製作人員
- 原作：久保帶人
- 導演：阿部記之
- 劇本：高橋奈津子、大久保昌弘（戰鬥場合）
- 角色設定：工藤昌史
- 音樂：鷺巢詩郎

## 主題樂曲
「今宵、月が見えずとも」
- 作詞：新藤晴一
- 作曲：岡野昭仁
- 編曲：ak.homma、色情塗鴉
- 主唱：色情塗鴉

## 小說
作者：久保帶人（原著）、松原真琴（小說）、高橋 ナツコ（劇場版腳本）、大久保昌弘（劇場版腳本）
| 卷數 | 集英社 | 集英社         | 集英社                 |
| 卷數 | 副標題 | 發售日期       | ISBN                   |
| ---- | ------ | -------------- | ---------------------- |
| 全   |        | 2008年12月15日 | ISBN 978-4-08-703197-3 |

## 外部連結
- 官方网站

1. ↑  . 集英社.   [2022-03-05]. （原始内容存档于2022-03-05） （日语）.